# Житловий комплекс на вулиці Михайла Гришка, 9 (Київ)
Житловий комплекс на вулиці Михайла Гришка, 9 — 32-поверховий хмарочос у  Києві. Будувався 2004—2006 роки.

## Цікаві факти
- Проект будівлі створила корпорація «Гіпрогромадпромбуд».
- На даху житлового комплексу знаходиться пожежний вертолітний майданчик.